# Timur Taimazov
Timur Taimazov (n. 8 septembrie 1970, Noghir⁠(d), RSFS Rusă, URSS) este un halterofil ce a reprezentat Echipa Unificată și Ucraina, medaliat olimpic. A participat la 2 ediții ale Jocurilor Olimpice (1992, 1996) în care a câștigat o medalie de aur și o medalie de argint.